# مارماهی سرخ
مارماهی سرخ (نام علمی: Myroconger compressus) نام یک گونه از سرده مارماهی‌های باریک است.